# Love vs. Pride
Love vs. Pride è un cortometraggio muto del 1914 diretto da Oscar Eagle. Prodotto dalla Selig, il film aveva come interpreti Harold Vosburg, Adrienne Kroell, Walter Roberts, Renee Kelly.

## Produzione
Il film fu prodotto dalla Selig Polyscope Company.

## Distribuzione
Distribuito dalla General Film Company, il film - un cortometraggio in una bobina - uscì nelle sale cinematografiche statunitensi il 1º agosto 1914.